# MGC-497
A MGC-497 é uma rodovia estadual de Minas Gerais, que liga Uberlândia à divisa com o estado de Mato Grosso do Sul, município de Paranaíba. É mais conhecida popularmente por Rodovia Uberlândia-Prata.

## Trecho
A rodovia Uberlândia-Prata, que vai além dos dois municípios, é bastante conhecida no Triângulo Mineiro, por ter um fluxo grande, porém, a rodovia tem péssimas condições, pista simples e diversos problemas estruturais.
A MGC-497 é cortada por uma das principais rodovias do país, a BR-153, no município de Prata. Ela inicia na Zona Oeste de Uberlândia e termina na Ponte de Porto do Alencastro, em Mato Grosso do Sul. A rodovia é muito importante pois interliga municípios do Triângulo e MS, com a segunda maior cidade de Minas, Uberlândia.